# Infiammazione eritematosa
L'Infiammazione eritematosa è una tipologia di flogosi che si presenta come un arrossamento locale, dovuto principalmente a iperemia attiva, per il rilascio degli sfinteri precapillari, con iperafflusso di sangue ma quasi assente migrazione leucocitaria ed essudazione.
Cause di questa possono essere sostanze chimiche scarsamente irritanti o a basse dosi, come anche stimoli fisici lievi (per esempio raggi ultravioletti di primo grado o lievi traumi).
Rappresenta il primo stadio di ogni tipo di flogosi, infatti può concludersi o evolvere in un altro tipo flogistico.